# Burro (jogo de cartas)

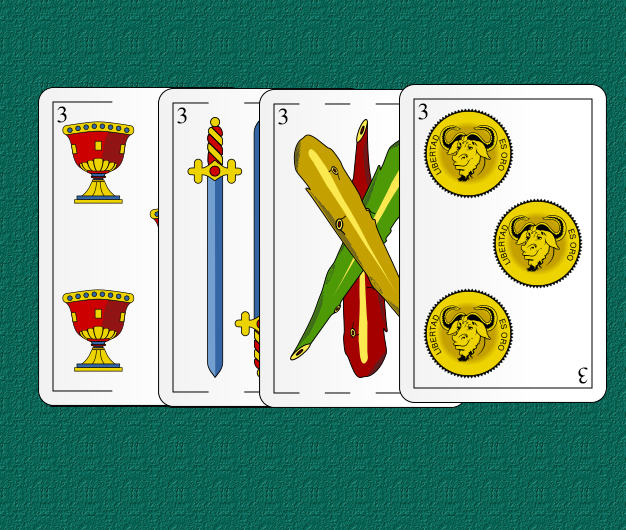
Exemplo de composição desejada.

Burro é um jogo de cartas jogado com baralho espanhol, cujo principal objetivo é conseguir quatro cartas do mesmo número. O número ideal de jogadores é de 4 a 8.

## Regras mais básicas
O objetivo do jogo é ficar com 4 cartas iguais na mão o mais rápido possível. 
- Cada jogador recebe três cartas;

- O jogador à esquerda do distribuidor começa jogando na mesa a carta mais alta que tiver na mão, de qualquer naipe, por exemplo, um 7 de copas; o segundo jogador tem de jogar outra carta de copas no monte. Se tiver uma carta de copas, o jogo prossegue com o próximo jogador da mesma forma, se não, ele compra do bolo (baralho) até obter uma carta desse naipe;

- Ganha o direito a iniciar a próxima rodada o jogador que colocar a carta com o valor mais elevado na mesa;
- A rainha vale mais que o valete;
- quando o jogador tiver que jogar uma carta e comprar uma carta do mesmo número é mesmo naipe, pode jogar a próxima carta.

## Técnicas
Existem várias técnicas para vencer o burro. Uma delas, chamada sugerir é colocar a mão no centro da mesa, dizendo uma palavra que não seja burro. Se um jogador coloca a mão sobre o centro lhe será atribuída uma letra. Mas se ninguém coloca, a letra será atribuída ao jogador que fez a sugestão. Outra técnica seria a da mão mal posta. Para ganhar o jogo deve-se colocar a palma da mão para baixo no centro da mesa. Se um jogador coloca a mão com a palma para cima e seus adversários colocam a mão de qualquer forma será atribuída uma letra, e no caso de não colocarem a mão é atribuída uma letra ao jogador que colocou a mão com a palma para cima.